# Douglas B-66 Destroyer
Il Douglas B-66 Destroyer (dall'inglese distruttore) era un bimotore a getto da bombardamento con ala a freccia, prodotto dall'azienda statunitense Douglas Aircraft Company a partire dagli anni cinquanta e impiegato dalla United States Air Force.
Il suo progetto nacque come variante del bombardiere imbarcato Douglas A-3 Skywarrior, all'epoca in fase di realizzazione.

## Storia

### Sviluppo
Le esperienze maturate durante lo svolgimento della guerra di Corea convinsero i vertici dell'USAF della necessità di disporre di un velivolo da bombardamento tattico dalle prestazioni elevate, con capacità ognitempo, con il quale sostituire nei reparti l'ormai datato Douglas A-26 Invader.
La specifica, emessa nell'estate del 1951, richiedeva la realizzazione di un velivolo che potesse essere utilizzato con facilità anche in funzione di ricognitore; a fronte di tale specifica pervennero quattro diverse proposte da altrettante aziende statunitensi, tutte relative a modifiche di velivoli o progetti già esistenti. Vennero così presentati progetti di varianti del North American B-45 Tornado, del Boeing B-47 Stratojet, del Martin XB-51 e del Douglas A3D-1 Sywarrior.

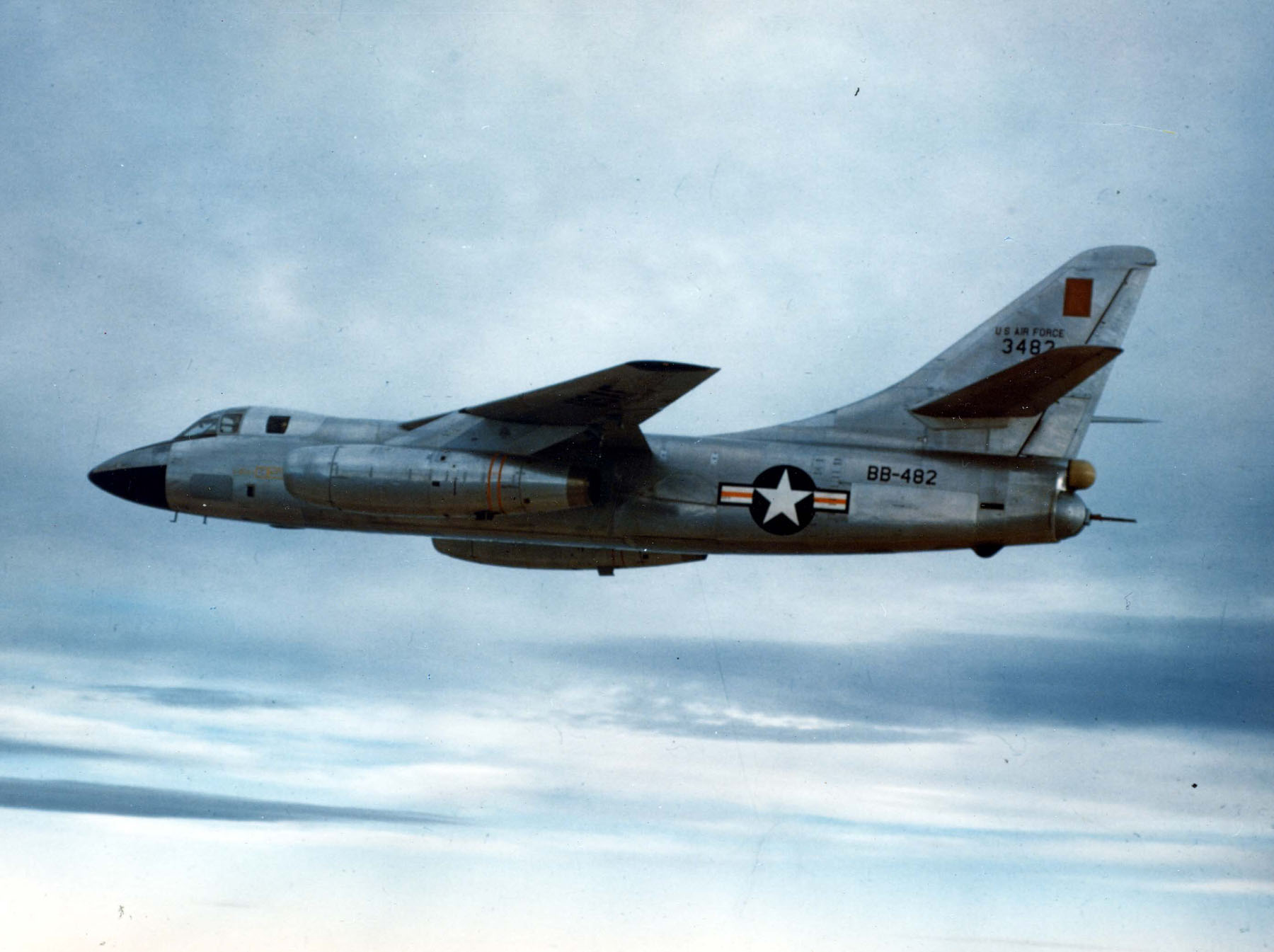
Un B-66B in volo

Già prima della fine dello stesso anno, venne indicato come vincitore il velivolo della Douglas e vennero così definite nel dettaglio le caratteristiche del nuovo bombardiere cui venne assegnata la denominazione B-66: doveva essere in grado di trasportare un carico offensivo convenzionale di almeno 10 000 lb (poco più di 4 500 kg), doveva poter trasportare ordigni nucleari ed essere facilmente riconvertibile per svolgere compiti di ricognizione. Il suo raggio d'azione doveva essere di almeno 1 000 nmi (1 850 km). Altri requisiti riguardavano la velocità, la maneggevolezza, l'armamento difensivo, la dotazione in termini di contromisure elettroniche e la capacità di operare da piste poco preparate.
Contando sulla semplice modifica di un velivolo che aveva già dato buona prova di sé, l'USAF non richiese prototipi specifici del nuovo bombardiere ma si limitò ad ordinare cinque esemplari di preserie cui venne assegnata la designazione di RB-66A; dal canto suo la Douglas affidò il compito di modificare lo Skywarrior ad un team operativo presso lo stabilimento di Long Beach, identificando il nuovo velivolo come Model 1326.
Le previsioni iniziali di una semplice trasformazione verso l'impiego da basi terrestri di un velivolo progettato per l'impiego imbarcato, vennero tuttavia smentite. In primo luogo l'introduzione dei seggiolini eiettabili per l'equipaggio (non impiegati sullo Skywarrior) comportò la completa revisione della disposizione interna e del disegno esterno della cabina di pilotaggio. Non da meno furono le modifiche richieste dal ruolo prevalente di bombardiere tattico destinato ad operare a quote relativamente basse: in questo caso, rispetto al progetto originario, venne completamente rivisitato il disegno delle ali.
Un'ulteriore, significativa, differenza fra i due progetti della Douglas era rappresentata dall'apparato propulsivo: mentre per lo Skywarrior venne definito l'impiego di due turbogetti Pratt & Whitney J57, dubbi sulla disponibilità della medesima unità condussero l'USAF ad optare per un'altra coppia di turbogetti; in questo caso l'unità prescelta fu il motore Allison J71.
In definitiva, al termine della fase preliminare, il B-66 Destroyer era divenuto un velivolo sostanzialmente diverso da quello da cui derivava. Il primo di questi velivoli venne portato in volo il 28 giugno del 1954.

### Descrizione tecnica

#### Struttura

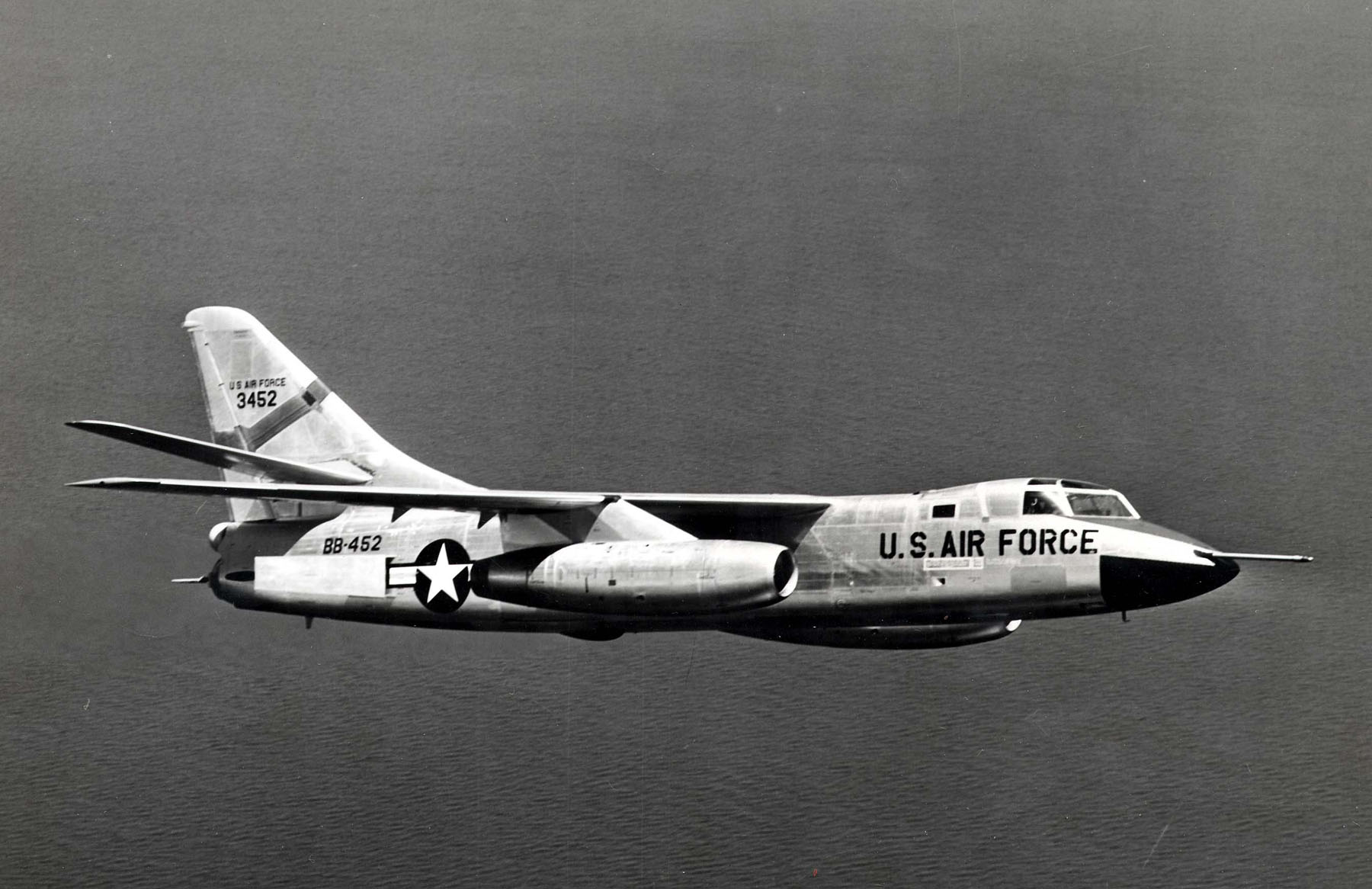
Un Destroyer della serie RB-66B.

La struttura del Destroyer manteneva sostanzialmente inalterate le principali caratteristiche dello Skywarrior e il velivolo si presentava sotto le forme di un bimotore ad ala alta, a freccia, per la cui costruzione si faceva largo uso di leghe di alluminio.
All'estremità anteriore della fusoliera era ospitato il radar di navigazione e bombardamento che, più voluminoso di quello dello Skywarrior, richiedeva un cono dalle dimensioni più generose. Anche la cabina di pilotaggio era stata rivisitata nel suo complesso: oltre alla presenza dei sedili eiettabili, la disposizione dell'equipaggio prevedeva il pilota disposto al centro in posizione avanzata, mentre il secondo e terzo membro dell'equipaggio (rispettivamente adibiti a compiti di navigatore/bombardiere e addetto ai sistemi di ricognizione/cannoniere) erano disposti in postazioni affiancate alle spalle del pilota.
Le ali erano state interamente ridisegnate e semplificate nella struttura, non necessitando di sistemi per il ripiegamento delle estremità previsti nel caso dello Skywarrior; esternamente ai motori vennero introdotti piloni alari che ospitavano (a seconda delle versioni) serbatoi supplementari di carburante oppure apparecchiature elettroniche. I piani orizzontali mantenevano il caratteristico angolo diedro positivo, così come all'estremità posteriore della fusoliera era sistemata la torretta comandata a distanza contenente l'armamento difensivo.
Il carrello manteneva la configurazione tricicla anteriore ma era provvisto di pneumatici più larghi ed era stato irrobustito nella struttura, al fine di consentire al velivolo di operare da piste poco preparate.

#### Motore
Già alle prese con l'abbandono del progetto relativo al turbogetto Westinghouse J40, del quale era inizialmente previsto l'utilizzo sullo Skywarrior, i tecnici della Douglas optarono per diversificare il propulsore destinato ai due nuovi bombardieri; così, per evitare problemi di disponibilità, sul Destroyer vennero installati due turbogetti Allison J71 (anch'essi, per altro, in fase di sviluppo). Sui velivoli di serie vennero utilizzati motori J71-A-11, capaci di una spinta pari a 45,8 kN. Solo in un secondo momento questa versione venne sostituita con la J71-A-13 che, pur dotata di innovazioni tecnologiche, manteneva i medesimi valori di spinta; ne vennero dotate le ultime macchine di serie e, successivamente, tutti i velivoli già in servizio vennero aggiornati al medesimo standard.

#### Armamento
La versione da bombardamento del Destroyer (B-66B) era in grado di trasportare fino a 15 000 lb di bombe; nella stiva era possibile trasportare anche ordigni atomici. Nella versione da ricognizione (RB-66B) il vano bombe era occupato prevalentemente dalle apparecchiature per la fotoricognizione. Per quanto concerne, invece, le versioni per la guerra elettronica (la RB-66C in particolare) il vano bombe era destinato ad accogliere le apparecchiature elettroniche e quattro specialisti dei relativi sistemi in un vano appositamente ricavato.
L'armamento difensivo, per tutte le versioni costruite, era costituito da una torretta caudale (di produzione General Electric) con due cannoni calibro 20 mm. La torretta era comandata a distanza dalla cabina di pilotaggio ed era dotata di sistema di puntamento radar.

### Impiego operativo

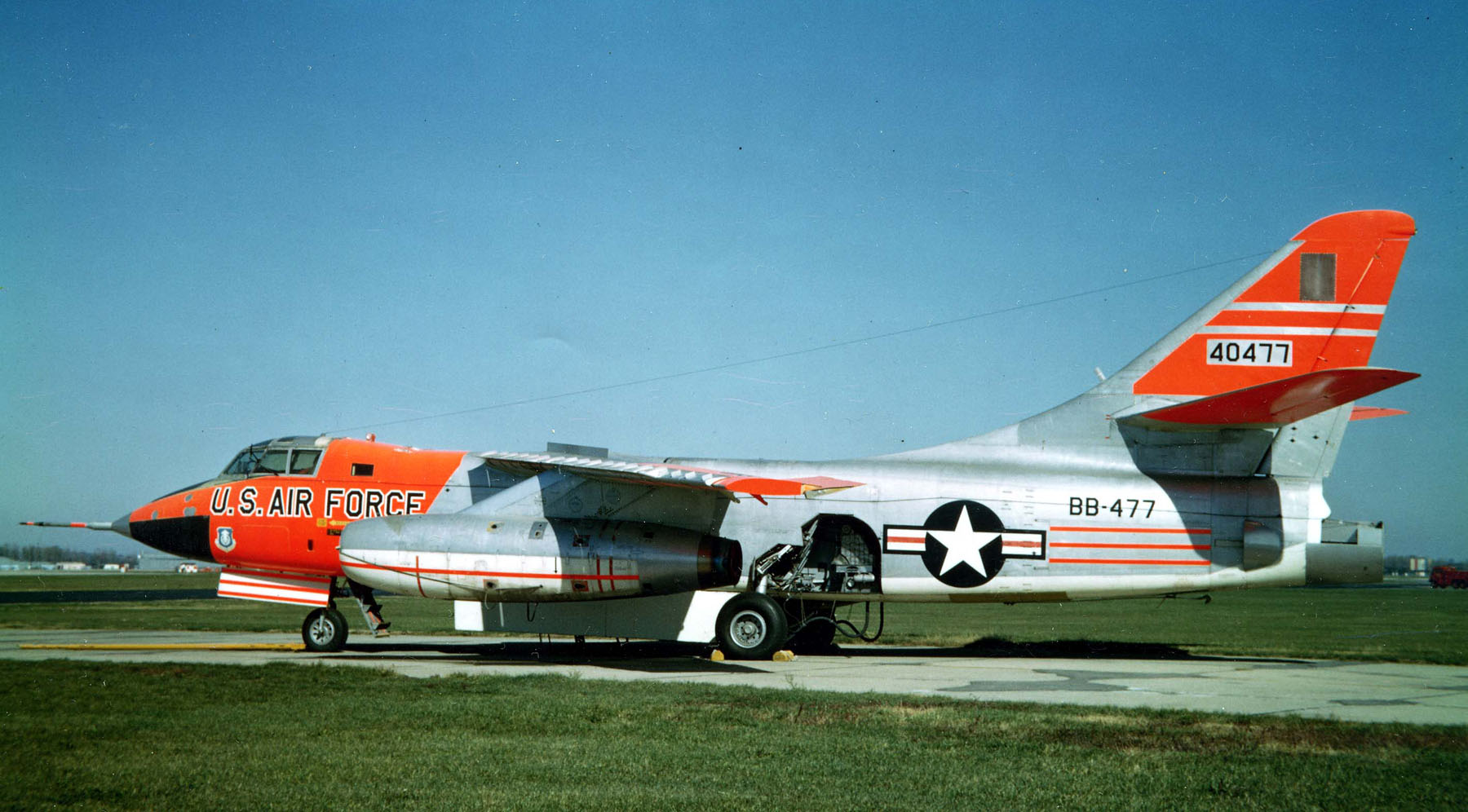
Un Destroyer della versione NB-66B nella sua colorazione sgargiante, risalente al 1965.

Prima della fine del 1954 tutti gli esemplari di preserie furono destinati ad un programma di prove dal quale emersero una serie di problemi non trascurabili,
che fecero considerare all'USAF la possibilità di cancellare il programma. La rapida soluzione dei problemi riscontrati consentì alla Douglas il salvataggio del B-66, anche se l'ordine iniziale della versione da bombardamento B-66B venne ridotto di ben 69 unità.
I primi esemplari prodotti in serie furono portati in volo nella primavera del 1955 mentre è dei primi mesi del 1956 la consegna dei primi velivoli ad un reparto operativo: il primo a ricevere il B-66 fu il 17th Bomb Wing del Tactical Air Command, basato presso la Hurlburt Air Force Base (situata nella Contea di Okaloosa in Florida).
Nell'autunno dello stesso anno fece la propria comparsa la versione RB-66C e proprio due esemplari di questa serie portarono il Destroyer all'esordio operativo in Europa quando vennero assegnati al 42nd Tactical Reconnaissance Squadron (basato in Germania Ovest, sulla Spangdahlem Air Force Base, situata nei pressi di Treviri). Va per altro annotato che, sempre nel medesimo anno, l'USAF aveva stabilito che il Destroyer sarebbe stato l'ultimo ricognitore derivato da un aereo da bombardamento.
I Destroyer furono impiegati attivamente durante la crisi dei missili di Cuba del 1962 e, a partire dal 1965, diedero il loro contributo nel corso della guerra del Vietnam anche se solamente per compiti di guerra elettronica.
Degno di nota fu l'episodio che il 10 marzo 1964 vide protagonista un Destroyer decollato dalla Toul-Rosières Air Base (nei pressi di Toul, nel nord est della Francia): dopo aver sconfinato nei cieli della Germania Est il velivolo venne abbattuto da un MiG-21 sovietico. L'equipaggio si salvò lanciandosi con i paracadute, ma venne imprigionato con l'accusa di spionaggio.
I Destroyer vennero ritirati dal servizio di prima linea a partire dal 1970; l'ultimo volo ufficiale ebbe luogo nel 1974 ad opera di un EB-66E.

## Versioni

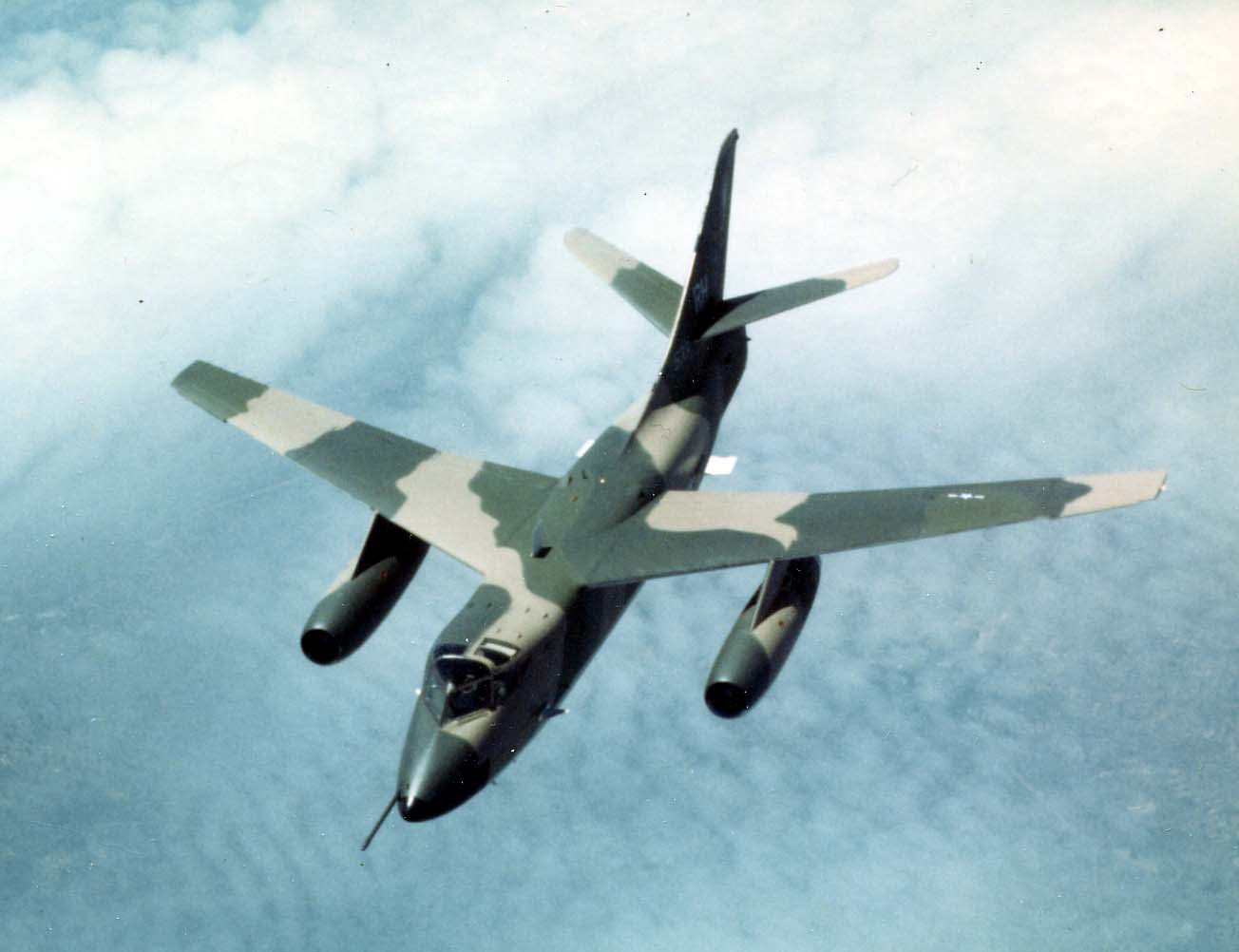
Un esemplare di EB-66E in una foto risalente al 1970.

- RB-66A (Model 1326): cinque esemplari, prodotti tra il 1952 e il 1954 destinati alla ricognizione fotografica; funsero prevalentemente da velivoli di prova per l'identificazione e la risoluzione dei problemi strutturali inizialmente evidenziati. Dotati dei motori Allison J71 nella versione di preserie YJ71-A-9 da 42,6 kN di spinta.
  - JRB-66A: designazione assegnata a quattro dei precedenti velivoli, impiegati in servizio non operativo.
- B-66B (Model 1327A): serie di 72 velivoli modificati dopo l'individuazione dei problemi alla prima serie; complessivamente più pesanti dei precedenti, montavano motori Allison J71-A-11. Versione destinata a compiti di bombardamento tattico. Rispetto all'ordine iniziale venne successivamente annullata la costruzione di altri 69 esemplari dello stesso tipo.
  - EB-66B: tredici velivoli modificati per l'impiego in compiti ECM.
  - NB-66B: due esemplari modificati per test di lancio paracadutato delle sonde spaziali impiegate nei programmi Gemini e Apollo.
  - EB-66E: un'ulteriore serie di 52 esemplari di B-66B venne dotata di apparecchiature elettroniche analoghe a quelle della versione EB-66B.
- RB-66B (Model 1329): versione da ricognizione fotografica, prodotta complessivamente in 145 esemplari. Strutturalmente simile alla precedente, differiva in modo sostanziale per la presenza delle apparecchiature fotografiche disposte nel vano bombe.
- RB-66C (Model 1329): serie di 36 esemplari prodotti per compiti di ricognizione elettronica; la struttura rimaneva invariata ma esteriormente erano presenti diversi radomi che celavano gli apparati elettronici per la ricognizione e il disturbo.
  - EB-66C: quattro esemplari dotati di aggiornamenti ai sistemi ECM.
- WB-66D (Model 1329): nuova serie di 36 velivoli equipaggiati con apparecchiature per la ricognizione meteorologica; strutturalmente invariati rispetto alle versioni precedenti, mantenevano anche l'armamento difensivo sul terminale di coda.

I dati relativi alle versioni sono tratti da "www.uswarplanes.net" e da "www.airvectors.net".

## Sviluppi correlati
- Northrop X-21: impiegando due esemplari di WB-66D, la Northrop Corporation sviluppò a partire dal 1963 una serie di studi nel campo del flusso laminare[1][10].

## Utilizzatori
Stati Uniti
- United States Air Force

## Modellismo
- (EN) B-66 Destroyer, su Cybermodeler Online, http://www.cybermodeler.com, 24 luglio 2010. URL consultato il 12 febbraio 2011 (archiviato dall'url originale il 1º dicembre 2010).

## Curiosità
Il B-66 Destroyer, più esattamente l'EB-66, compare nel film Bat*21, il cui protagonista è l'attore statunitense Gene Hackman, basato su un reale episodio verificatosi durante la guerra del Vietnam occorso al tenente colonnello Iceal E. "Gene" Hambleton. Il velivolo è quello sul quale Hambleton, specialista in guerra elettronica, è in volo mentre viene colpito da un missile terra-aria nordvietnamita.

### Pubblicazioni
- (EN) Night Photo Jet - Douglas RB-66Bs with the 19th Tac Recon Sqn. at Sculthorpe, in Flight, 29 marzo 1957. URL consultato il 19 febbraio 2011.